# Стернатия
Стернатия (итал. Sternatia) — коммуна в Италии, располагается в регионе Апулия, в провинции Лечче.
Население составляет 2698 человек (2008 г.), плотность населения составляет 169 чел./км². Занимает площадь 16 км². Почтовый индекс — 73010. Телефонный код — 0836.
Покровителем коммуны почитается святой Георгий, празднование 22 августа.
Населяемая в основном меньшинством греческого происхождения, говорящим также на диалекте греческого языка, коммуна входит в Союз городов Салентийской Греции (Unione dei Comuni della Grecìa Salentina).

## Демография
Динамика населения:

## Администрация коммуны
- Официальный сайт: http://www.comune.sternatia.le.it/